# Yanceyville
La ville de Yanceyville est le siège du comté de Caswell, dans l’État de Caroline du Nord, aux États-Unis. Sa population s’élevait à 2 039 habitants lors du recensement de 2010, estimée à 1 996 habitants en 2016.

## Démographie
| 1910 | 1950  | 1960  | 1970  | 1990  | 2000  |
| ---- | ----- | ----- | ----- | ----- | ----- |
| 338  | 1 391 | 1 113 | 1 274 | 1 973 | 2 091 |

| 2010  | - | - | - | - | - |
| ----- | - | - | - | - | - |
| 2 039 | - | - | - | - | - |

## Source
- (en) Cet article est partiellement ou en totalité issu de l’article de Wikipédia en anglais intitulé « Yanceyville, North Carolina » (voir la liste des auteurs).